# Лукина, Галина Евгеньевна
Гали́на Евге́ньевна Лукина́ (26 января 1937 — 27 марта 2015) — советский и российский звукооператор, звукорежиссёр киностудии «Ленфильм».

## Фильмография
- 1971 — Месяц август (совместно с Евгением Нестеровым)
- 1972 — В чёрных песках
- 1973 — О тех, кого помню и люблю (совместно с Евгением Нестеровым)
- 1974 — День приёма по личным вопросам
- 1975 — Лавина
- 1976 — Обыкновенная Арктика
- 1977 — Павловск
- 1978 — Киноальманах «Завьяловские чудики». Новелла 2. Билетик на второй сеанс
- 1978 — Летняя поездка к морю
- 1978 — Ошибки юности
- 1980 — Взвейтесь, соколы, орлами!
- 1980 — Враги
- 1981 — Семь счастливых нот (совместно с Алиакпером Гасан-заде)
- 1982 — Варварин день (совместно с Оксаной Стругиной)
- 1983 — Торпедоносцы
- 1984 — Букет мимозы и другие цветы
- 1985 — Рейс 222
- 1985 — Чужие здесь не ходят
- 1988 — Эсперанса (совместно с Диего Гарсия, Геннадием Корховым)
- 1989 — Филипп Траум
- 1990 — Адвокат
- 1991 — Жена для метрдотеля
- 1991 — Действуй, Маня!
- 1992 — Необыкновенные приключения Ибикуса в Санкт-Петербурге
- 1993 — Вива, Кастро! (совместно с Оксаной Стругиной)
- 1995 — Зимняя вишня
- 1995 — Четвёртая планета
- 1997 — Грешная любовь